# Ted Koppel
Edward James Martin "Ted" Koppel, född 8 februari 1940 i Nelson, Lancashire i England, är en amerikansk journalist och nyhetspresentatör för programmet Nightline vilket han ledde från programmets start 1980 till han gick i pension 2005. Han har även arbetat med analyser för nyheter i BBC World News America och även NBC News.